# 宋汝良
宋汝良（1914年—？），男，直隶（今河北）乐亭人，中国放射医学家，曾任宁夏回族自治区人民医院主任医师，宁夏医学院副院长，第五、六、七届全国政协委员。